# Campionato europeo di arrampicata
Il Campionato europeo di arrampicata è una competizione internazionale di arrampicata a cadenza biennale organizzata dalla International Federation of Sport Climbing (IFSC), a partire dalla stagione 1992.
Durante l'evento si disputano quattro specialità: lead, boulder, Speed e combinata. La specialità boulder è presente solo dal 2002, mentre la combinata è stata aggiunta nel 2020.
Durante l'edizione del 2006 a Ekaterinburg in Russia la specialità boulder è stata annullata per problemi di sicurezza della competizione e rinviata all'anno successivo a Birmingham.
Dal 2013 il Campionato europeo è passato dagli anni pari a quelli dispari e l'edizione 2012 non si è disputata. Questa decisione è stata presa dalla IFSC il 21 novembre 2009 durante un meeting organizzativo a Barcellona. Il Campionato del mondo è stato spostato dagli anni dispari a quelli pari a partire dall'edizione 2012, portando di conseguenza il Campionato europeo agli anni dispari. Questa decisione è stata presa per evitare che i Giochi mondiali e i Campionati del mondo avvenissero nello stesso anno, facilitando così sia la federazione che gli atleti.

## Edizioni
| Anno | Sede                 | Discipline | Discipline | Discipline | Discipline | Note   |
| ---- | -------------------- | ---------- | ---------- | ---------- | ---------- | ------ |
| Anno | Sede                 | lead       | speed      | boulder    | combinata  | Note   |
| 1992 | Francoforte sul Meno | •          | •          |            |            | [ 3 ]  |
| 1996 | Parigi               | •          | •          |            |            | [ 4 ]  |
| 1998 | Norimberga           | •          | •          |            |            | [ 5 ]  |
| 2000 | Monaco di Baviera    | •          | •          |            |            | [ 6 ]  |
| 2002 | Chamonix             | •          | •          | •          |            | [ 7 ]  |
| 2004 | Lecco                | •          | •          | •          |            | [ 8 ]  |
| 2006 | Ekaterinburg         | •          | •          |            |            | [ 9 ]  |
| 2007 | Birmingham           |            |            | •          |            | [ 10 ] |
| 2008 | Parigi               | •          | •          | •          |            | [ 11 ] |
| 2010 | Imst/Innsbruck       | •          | •          | •          |            | [ 12 ] |
| 2013 | Chamonix             | •          | •          |            |            | [ 13 ] |
| 2013 | Eindhoven            |            |            | •          |            | [ 13 ] |
| 2015 | Innsbruck            |            |            | •          |            |        |
| 2015 | Chamonix             | •          | •          |            | •          |        |
| 2017 | Campitello di Fassa  | •          | •          |            | •          |        |
| 2017 | Monaco di Baviera    |            |            | •          |            |        |
| 2019 | Zakopane             |            |            | •          |            | [ 14 ] |
| 2019 | Edimburgo            | •          | •          |            |            | [ 15 ] |
| 2020 | Mosca                | •          | •          | •          | •          | [ 16 ] |
| 2022 | Monaco di Baviera    | •          | •          | •          | •          |        |
| 2024 | Villars-sur-Ollon    | •          | •          | •          | •          | [ 17 ] |

## Medaglie uomini

### Lead
| Anno | Oro                      | Argento                  | Bronzo                        |
| ---- | ------------------------ | ------------------------ | ----------------------------- |
| 1992 | François Legrand         | François Petit           | Salavat Rakhmetov             |
| 1996 | Arnaud Petit             | François Petit           | François Lombard              |
| 1998 | Ian Vickers              | Cristian Brenna          | Christian Bindhammer          |
| 2000 | Alexandre Chabot         | Cristian Brenna          | Evgeny Ovchinnikov            |
| 2002 | Alexandre Chabot         | Tomás Mrázek             | Ramón Julián Puigblanque      |
| 2004 | Ramón Julián Puigblanque | Alexandre Chabot         | François Auclair              |
| 2006 | David Lama               | Cédric Lachat            | Dmitrij Šarafutdinov          |
| 2008 | Patxi Usobiaga           | Tomás Mrázek             | Manuel Romain                 |
| 2010 | Ramón Julián Puigblanque | Adam Ondra               | Jakob Schubert                |
| 2013 | Romain Desgranges        | Ramón Julián Puigblanque | Jorg Verhoeven                |
| 2015 | Ramón Julián Puigblanque | Adam Ondra               | Sebastian Halenke             |
| 2017 | Romain Desgranges        | Adam Ondra               | Jakob Schubert                |
| 2019 | Adam Ondra               | Alberto Ginés López      | Sascha Lehmann                |
| 2020 | Sascha Lehmann           | Nicolas Collin           | Dmitri Fakirianov             |
| 2022 | Adam Ondra               | Luka Potočar             | Alberto Ginés López           |
| 2024 | Sascha Lehmann           | Sam Avezou               | Guillermo Peinado Franganillo |

### Boulder
| Anno | Oro               | Argento              | Bronzo             |
| ---- | ----------------- | -------------------- | ------------------ |
| 2002 | Christian Core    | Mauro Calibani       | Salavat Rakhmetov  |
| 2004 | Daniel Du Lac     | Andy Earl            | Gabriele Moroni    |
| 2007 | David Lama        | Nalle Hukkataival    | Tomás Mrázek       |
| 2008 | Jérôme Meyer      | Kilian Fischhuber    | Cédric Lachat      |
| 2010 | Cédric Lachat     | Adam Ondra           | Kilian Fischhuber  |
| 2013 | Kilian Fischhuber | Dmitrij Šarafutdinov | Jakob Schubert     |
| 2015 | Jan Hojer         | Adam Ondra           | Stefan Scarperi    |
| 2017 | Jan Hojer         | Alexander Megos      | Anze Peharc        |
| 2019 | Mickael Mawem     | Sergei Skorodumov    | Vadim Timonov      |
| 2020 | Jernej Kruder     | Serguei Luzhetski    | Nikolai Yarilovets |
| 2022 | Nicolai Uznik     | Sam Avezou           | Adam Ondra         |
| 2024 | Sam Avezou        | Maximillian Milne    | Dayan Akhtar       |

### Speed
| Anno | Oro                   | Argento           | Bronzo                |
| ---- | --------------------- | ----------------- | --------------------- |
| 1992 | Kairat Rakhmetov      | Cristian Brenna   | Andrzej Marcisz       |
| 1996 | Andrey Vedenmeer      | Mathieu Dutray    | Pavel Samoiline       |
| 1998 | Tomasz Oleksy         | Alexandr Paukaev  | Vladimir Zakharov     |
| 2000 | Maksym Styenkovyy     | Iakov Soubbotine  | Alexandre Chaoulsky   |
| 2002 | Maksym Styenkovyy     | Sergej Sinicyn    | Alexei Gadeev         |
| 2004 | Alexander Peshekhonov | Maksym Styenkovyy | Alexandre Chaoulsky   |
| 2006 | Evgenij Vajcechovskij | Sergej Sinicyn    | Alexander Peshekhonov |
| 2008 | Evgenij Vajcechovskij | Maksym Osipov     | Maksym Styenkovyy     |
| 2010 | Sergey Abdrakhmanov   | Stanislav Kokorin | Libor Hroza           |
| 2013 | Libor Hroza           | Marcin Dzienski   | Danylo Boldyrev       |
| 2015 | Libor Hroza           | Danyil Boldyrev   | Marcin Dzienski       |
| 2017 | Marcin Dzienski       | Danyil Boldyrev   | Stanislav Kokorin     |
| 2019 | Vladislav Deulin      | Danyil Boldyrev   | Dimitrii Timofeev     |
| 2020 | Danyl Boldyrev        | Lev Rudatski      | Marcin Dzieński       |
| 2022 | Danyl Boldyrev        | Marcin Dzieński   | Guillaume Moro        |
| 2024 | Ludovico Fossali      | Matteo Zurloni    | Erik Noya Cardona     |

### Combinata
| Anno | Oro            | Argento          | Bronzo               |
| ---- | -------------- | ---------------- | -------------------- |
| 2015 | Jakob Schubert | Stefano Ghisolfi | Javier Cano Blázquez |
| 2017 | Jan Hojer      | Jakob Schubert   | Michael Piccolruaz   |
| 2020 | Alexei Rubtsov | Sascha Lehmann   | Serguei Luzhetski    |
| 2022 | Jakob Schubert | Adam Ondra       | Alberto Ginés López  |
| 2024 | Sam Avezou     | Sascha Lehmann   | Jonas Utelli         |

## Medaglie donne

### Lead
| Anno | Oro                  | Argento             | Bronzo                             |
| ---- | -------------------- | ------------------- | ---------------------------------- |
| 1992 | Susi Good            | Isabelle Patissier  | Laurence Guyon                     |
| 1996 | Liv Sansoz           | Laurence Guyon      | Stéphanie Bodet Venera Chereshneva |
| 1998 | Muriel Sarkany       | Venera Chereshneva  | Liv Sansoz                         |
| 2000 | Katrin Sedlmayer     | Stéphanie Bodet     | Marietta Uhden                     |
| 2002 | Chloé Minoret        | Martina Cufar       | Sandrine Levet Muriel Sarkany      |
| 2004 | Bettina Schöpf       | Natalija Gros       | Katharina Saurwein                 |
| 2006 | Charlotte Durif      | Sandrine Levet      | Maja Vidmar                        |
| 2008 | Johanna Ernst        | Maja Vidmar         | Mina Markovič                      |
| 2010 | Angela Eiter         | Johanna Ernst       | Alizée Dufraisse                   |
| 2013 | Dinara Fachritdinova | Mina Markovič       | Hélène Janicot                     |
| 2015 | Mina Markovič        | Janja Garnbret      | Jessica Pilz                       |
| 2017 | Anak Verhoeven       | Mina Markovič       | Jessica Pilz                       |
| 2019 | Lucka Rakovec        | Laura Rogora        | Luce Douady                        |
| 2020 | Viktoriya Meshkova   | Eliška Adamovská    | Molly Thompson-Smith               |
| 2022 | Janja Garnbret       | Jessica Pilz        | Manon Hily                         |
| 2024 | Laura Rogora         | Ievgeniia Kazbekova | Lynn van der Meer                  |

### Boulder
| Anno | Oro                | Argento        | Bronzo                   |
| ---- | ------------------ | -------------- | ------------------------ |
| 2002 | Sandrine Levet     | Fanny Rogeaux  | Vera Kotasova-Kostruhova |
| 2004 | Olga Bibik         | Anna Stöhr     | Corinne Theroux          |
| 2007 | Juliette Danion    | Olga Shalagina | Olga Bezhko              |
| 2008 | Natalija Gros      | Anna Stöhr     | Hannah Midtboe           |
| 2010 | Anna Stöhr         | Juliane Wurm   | Olga Shalagina           |
| 2013 | Anna Stöhr         | Mina Markovic  | Mélanie Sandoz           |
| 2015 | Juliane Wurm       | Anna Stöhr     | Katharina Saurwein       |
| 2017 | Staša Gejo         | Janja Garnbret | Petra Klingler           |
| 2019 | Urska Repusic      | Vita Lukan     | Irina Kuzmenko           |
| 2020 | Viktoriya Meshkova | Chloé Caulier  | Staša Gejo               |
| 2022 | Janja Garnbret     | Hannah Meul    | Oriane Bertone           |
| 2024 | Naïlé Meignan      | Ayala Kerem    | Agathe Calliet           |

### Speed
| Anno | Oro                   | Argento              | Bronzo                 |
| ---- | --------------------- | -------------------- | ---------------------- |
| 1992 | Elena Ovtchinnikova   | Yulia Inozemtseva    | Claudine Trecourt      |
| 1996 | Cecile Avezou         | Ameli Haager         | Kim Anthoni            |
| 1998 | Cecile Avezou         | Olena Ryepko         | Zosia Podgorbounskikh  |
| 2000 | Olena Ryepko          | Tatiana Ruyga        | Zosia Podgorbounskikh  |
| 2002 | Olena Ryepko          | Olga Zakharova       | Svetlana Sutkina       |
| 2004 | Anna Stenkovaya       | Valentina Yurina     | Mayya Piratinskaya     |
| 2006 | Anna Stenkovaya       | Kseniia Alekseeva    | Valentina Yurina       |
| 2008 | Edyta Ropek           | Olga Morozkina       | Anna Stenkovaya        |
| 2010 | Edyta Ropek           | Kseniia Alekseeva    | Natalia Titova         |
| 2013 | Anna Tsyganova        | Aleksandra Rudzinska | Yuliya Levochkina      |
| 2015 | Anouck Jaubert        | Yuliya Kaplina       | Mariia Krasavina       |
| 2017 | Yuliya Kaplina        | Anna Tsyganova       | Elena Remizovarasavina |
| 2019 | Aleksandra Rudzinska  | Maria Krasavina      | Anouck Jaubert         |
| 2020 | Yekaterina Barashchuk | Yelizabeta Ivanova   | Yuliya Kaplina         |
| 2022 | Aleksandra Mirosław   | Aleksandra Kałucka   | Natalia Kałucka        |
| 2024 | Natalia Kalucka       | Patrycja Chudziak    | Giulia Randi           |

### Combinata
| Anno | Oro                | Argento             | Bronzo           |
| ---- | ------------------ | ------------------- | ---------------- |
| 2015 | Jessica Pilz       | Mina Markovič       | Charlotte Durif  |
| 2017 | Janja Garnbret     | Petra Klingler      | Staša Gejo       |
| 2020 | Viktoriya Meshkova | Staša Gejo          | Eliška Adamovská |
| 2022 | Janja Garnbret     | Mia Krampl          | Jessica Pilz     |
| 2024 | Laura Rogora       | Ievgeniia Kazbekova | Zélia Avezou     |

## Maggiori vincitori di campionati europei lead
Nelle seguenti tabelle sono indicati tutti gli atleti vincitori di almeno 2 campionati europei lead.

### Uomini
| Nome                     | Campionati europei lead |
| ------------------------ | ----------------------- |
| Ramón Julián Puigblanque | 3                       |
| Alexandre Chabot         | 2                       |
| Romain Desgranges        | 2                       |
| Adam Ondra               | 2                       |
| Sascha Lehmann           | 2                       |

## Maggiori vincitori di campionati europei boulder
Nelle seguenti tabelle sono indicati tutti gli atleti vincitori di almeno 2 campionati europei boulder.

### Uomini
| Nome      | Campionati europei boulder |
| --------- | -------------------------- |
| Jan Hojer | 2                          |

### Donne
| Nome       | Campionati europei boulder |
| ---------- | -------------------------- |
| Anna Stöhr | 2                          |

## Maggiori vincitori di campionati europei speed
Nelle seguenti tabelle sono indicati tutti gli atleti vincitori di almeno 2 campionati europei speed.

### Uomini
| Nome                 | Campionati europei speed |
| -------------------- | ------------------------ |
| Maksym Styenkovyy    | 2                        |
| Evgeny Vaytsekhovsky | 2                        |
| Libor Hroza          | 2                        |
| Danyl Boldyrev       | 2                        |

### Donne
| Nome            | Campionati europei speed |
| --------------- | ------------------------ |
| Cecile Avezou   | 2                        |
| Olena Ryepko    | 2                        |
| Anna Stenkovaya | 2                        |
| Edyta Ropek     | 2                        |

## Maggiori vincitori di campionati europei combinata
Nelle seguenti tabelle sono indicati tutti gli atleti vincitori di almeno 2 campionati europei combinata.

### Uomini
| Nome           | Campionati europei lead |
| -------------- | ----------------------- |
| Jakob Schubert | 2                       |

### Donne
| Nome           | Campionati europei lead |
| -------------- | ----------------------- |
| Janja Garnbret | 2                       |

## Medagliere
| Posiz. | Nazione     | Oro | Argento | Bronzo | Totale |
| ------ | ----------- | --- | ------- | ------ | ------ |
| 1      | Francia     | 20  | 11      | 20     | 51     |
| 2      | Russia      | 17  | 19      | 28     | 64     |
| 3      | Austria     | 12  | 7       | 9      | 28     |
| 4      | Slovenia    | 9   | 12      | 3      | 24     |
| 5      | Ucraina     | 7   | 11      | 5      | 23     |
| 6      | Polonia     | 7   | 5       | 4      | 16     |
| 7      | Germania    | 5   | 4       | 3      | 12     |
| 8      | Rep. Ceca   | 4   | 9       | 5      | 18     |
| 9      | Italia      | 4   | 7       | 4      | 15     |
| 10     | Svizzera    | 4   | 4       | 4      | 12     |
| 11     | Spagna      | 4   | 2       | 6      | 12     |
| 12     | Belgio      | 2   | 2       | 2      | 6      |
| 13     | Regno Unito | 1   | 2       | 2      | 5      |
| 14     | Serbia      | 1   | 1       | 2      | 4      |
| 15     | Kazakistan  | 1   | 0       | 0      | 1      |
| 16     | Finlandia   | 0   | 1       | 0      | 1      |
| 16     | Israele     | 0   | 1       | 0      | 1      |
| 18     | Paesi Bassi | 0   | 0       | 2      | 2      |
| 19     | Norvegia    | 0   | 0       | 1      | 1      |
| Totale | Totale      | 98  | 98      | 200    | 296    |